# Crkva sv. Nikole u Varaždinu
Župna crkva sv. Nikole biskupa glavna je župna crkva u gradu Varaždinu. Stoljećima je bila središte jedinstvene gradske župe. Sv. Nikola je ujedno i zaštitnik grada Varaždina.

## Opis
Crkva je postojala je još u srednjem vijeku, a postoji priča da je izgrađena na mjestu medvjeđeg legla te se zato na zvoniku nalazi statua medvjeda.  U 15. stoljeću doživjela je veliku obnovu od koje je ostao sačuvan jedino zvonik. Današnja je crkva izgrađena u doba baroka, od 1753. – 1758. godine. Projekt je izradio domaći graditelj Šimun Ignac Wagner. Voditelj gradnje bio je Matija Mayerhoffer iz Ptuja, a nakon njegove smrti dovršio ju je Ivan Adam Poch. Od izuzetne je vrijednosti glavni oltar, rad stolarskog majstora Thomasa Huettera te kipara Ignaza Hohenburgera i Friedricha Petera iz 1761. godine.

## Galerija
- Pogled na glavni oltar
- Unutrašnjost crkve
- Vitraj crkve
- Orgulje

## Zaštita
Pod oznakom Z-2274 zavedeno je kao nepokretno kulturno dobro - pojedinačno, pravna statusa zaštićena kulturnog dobra, klasificirano kao "sakralni kompleks".